# DC Extended Universe
Cet article concerne le premier univers cinématographique. Pour le suivant, voir DC Universe (franchise).
 Pour plus de détails, voir Fiche technique et Distribution
Le DC Extended Universe (abrégé en DCEU) est une franchise cinématographique produite par DC Entertainment puis par DC Films et distribuée par Warner Bros., mettant en scène un univers étendu avec des super-héros de bandes dessinées de l'éditeur DC Comics.
La création d'un univers partagé filmique, à l'image de l'univers DC des comics, implique que plusieurs personnages, lieux et autres éléments scénaristiques peuvent interagir dans d'autres films que ceux qui leur sont dédiés. Les productions de l'univers cinématographique DC évoluent dans leur propre univers et n'ont donc pas de lien direct avec les autres productions DC comme les séries de l'Arrowerse.
Le terme DC Extended Universe n’avait jamais été officiellement utilisé par Warner Bros. jusqu’en 2020, à la sortie de HBO Max, où l’appellation fut utilisée pour catégoriser les films faisant partie de l’univers cinématographique DC,.
Quinze films sont sortis : Man of Steel (2013), Batman v Superman : L'Aube de la justice (2016), Suicide Squad (2016), Wonder Woman (2017), Justice League (2017), Aquaman (2018), Shazam! (2019), Birds of Prey (et la fantabuleuse histoire de Harley Quinn) (2020), Wonder Woman 1984 (2020), The Suicide Squad (2021), Black Adam (2022), Shazam! La Rage des Dieux (2023), Flash (2023), Blue Beetle (2023) et enfin Aquaman et le Royaume perdu (2023). L'univers s'est également étendu avec Zack Snyder's Justice League (2021), version director's cut de Justice League et la première saison de la série télévisée Peacemaker.
La saga a rapporté plus de 5,28 milliards de dollars au box-office mondial depuis sa création, ce qui en fait actuellement la onzième franchise la plus rentable du cinéma. Le plus gros succès financier de la saga est actuellement le film Aquaman, qui est également le plus gros succès de tous les temps pour un film adapté de DC Comics au cinéma,. De nombreux produits dérivés ont également vu le jour tels que des comics, des romans, des jeux vidéo et autres.
Le dernier film est Aquaman et le Royaume perdu, sorti en 2023. DC développe ensuite un nouvel univers, DC Universe.

## Développement

### Rebootdes films DC et conception de l'univers
En août 2008, après l'énorme succès de The Dark Knight au box-office et les scores jugés décevants de Superman Returns, Warner Bros. annonce développer un reboot cinématographique de Superman avec une tonalité plus sombre et un contexte plus moderne, influencé par le réalisateur Christopher Nolan et né de l'idée du scénariste David S. Goyer durant l'écriture de The Dark Knight Rises, et met en suspens les projets de films Batman vs. Superman et Justice League déjà envisagés depuis 2002,. En juin 2013, quelques jours avant la sortie en salles du nouveau film Superman intitulé Man of Steel et réalisé par Zack Snyder, les médias rapportent déjà que Snyder et Goyer rempileront pour une suite et que les résultats au box-office du premier volet détermineront la conception d'un potentiel univers étendu DC au cinéma, équivalent à ce qu'était en train de réaliser l'Univers cinématographique Marvel en parallèle, avec un film centré sur la Ligue des justiciers regroupant plusieurs super-héros comme Batman, Wonder Woman ou Flash,.
À la suite du succès commercial de Man of Steel il est annoncé le mois suivant lors du San Diego Comic-Con que la suite intégrera un nouveau Batman pour un rôle principal, établissant alors l'univers partagé. La présence du personnage de Wonder Woman dans le film est ensuite révélée en décembre, un film live avec la super-héroïne étant également un vieux projet de Warner Bros., ainsi que la possibilité d'une apparition de Flash. Initialement, le projet de Zack Snyder était de réaliser une pentalogie autonome centrée sur l'arc narratif de Superman composée de Man of Steel, d'un film Batman vs. Superman inspiré du célèbre comic The Dark Knight Returns de Frank Miller, puis d'une trilogie Justice League avec le célèbre super-vilain Darkseid en antagoniste principal,. Le réalisateur avait alors prévu de mettre en scène pour le grand écran les morts des personnages de Lois Lane et de Bruce Wayne, le voyage temporel de Flash, l'apparition de Green Lantern, le costume noir de Superman ou encore la défaite de la Justice League face à Darkseid comme cliffhanger du second volet et l'invasion de la Terre par les troupes d'Apokolips.
Dès octobre 2014, une planification de dix films prévus à l'origine entre 2016 et 2020 est révélée par Warner Bros., celle-ci comprenant Batman v Superman : L'Aube de la justice, Suicide Squad, Wonder Woman, Aquaman, Shazam!, Flash, Cyborg, Green Lantern ainsi que deux films Justice League réalisés par Snyder, afin de structurer un univers cinématographique conséquent. Le développement d'un film solo Batman et d'un second Man of Steel sont également officialisés et une version longue et non-censurée de Batman v Superman : L'Aube de la justice en DVD / Blu-ray est annoncée un mois avant la sortie en salles du film. La compagnie tenait d'abord à sortir Justice League avant d'introduire des séries dérivées (spin-offs) individuelles sur les autres personnages de l'équipe de super-héros, prenant ainsi une approche à contre-pied de celle de Marvel au cinéma, tout comme l'absence de scène post-générique à la fin d'un film, décisions sur lesquelles le studio reviendra finalement,.

### Création de DC Films et réécritures
En mai 2016, à la suite de l'accueil divisé de la version cinéma de Batman v Superman : L'Aube de la justice et aux polémiques que suscitent le film, Warner Bros. crée une division DC Films avec à sa tête Geoff Johns, le scénariste vedette des éditions DC Comics, et Jon Berg, le vice-président exécutif de Warner Bros, pour superviser la production et donner une direction créative d'ensemble à la franchise,. DC Films ne sera cependant pas totalement indépendant, Johns étant sous la direction de Diane Nelson, la présidente de DC, et Berg étant sous la direction de Greg Silverman. Charles Roven a également été déplacé de son rôle de producteur au quotidien sur les futurs films DC, qu'il tenait depuis Batman Begins en 2005, à un rôle de producteur exécutif administratif.

Logo de la division DC Films.

L'accueil de Batman v Superman : L'Aube de la justice influence également les autres productions du DCEU en cours de développement, où il est question de plusieurs réécritures. Les réalisateurs Seth Grahame-Smith et Rick Famuyiwa quittent alors le projet Flash à cause de différences créatives avec le studio et le scénariste Joby Harold est contraint de retravailler leur version manuscrite du script. Quant à Suicide Squad, de nouvelles scènes sont tournées pour ajouter de l'humour au film qui est remonté par Warner Bros. et Trailer Park (la compagnie s'occupant des bandes-annonces du film) en dépit de la version initiale du réalisateur David Ayer, ce qui provoquera l'échec critique du film à sa sortie en août 2016 et l'annonce d'une version longue en DVD / Blu-ray deux mois plus tard. Malgré cela, le film reste un succès commercial et engendre le développement d'une suite ainsi que de nombreux spin-offs centrés sur plusieurs personnages comme Harley Quinn, le Joker ou Deadshot, dont seul Birds of Prey se concrétisera. Pour les mêmes raisons que Suicide Squad, Zack Snyder est également contraint de retravailler sa version du script de Justice League, dont le second film est plus tard reporté à une date indéfinie pour avancer la production de The Batman prévu à l'origine en 2018 avec Ben Affleck à la réalisation, production, scénario et conservant son rôle-titre.

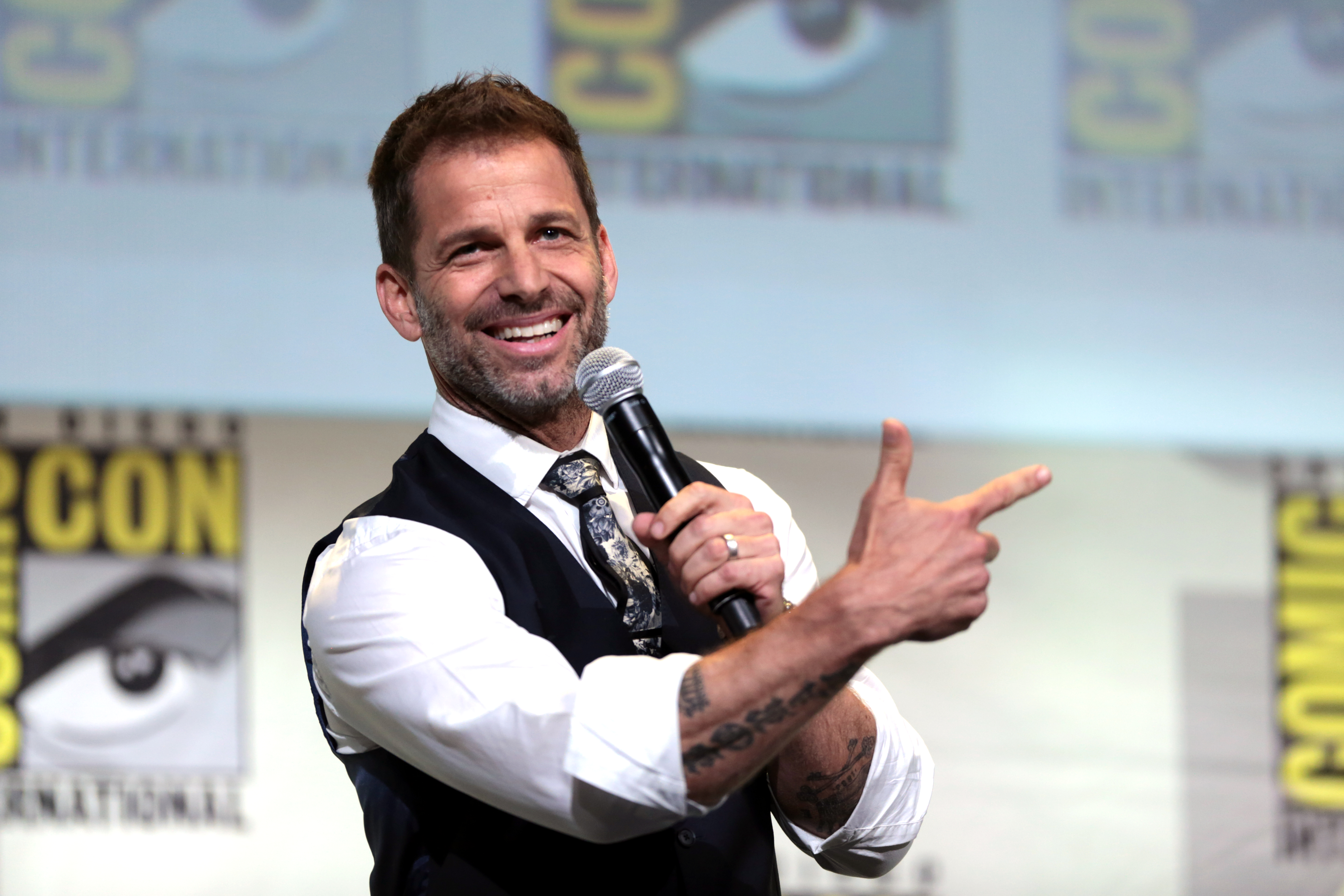
Zack Snyder, crédité dans tous les films du DCEU sortis de 2011 à 2018, soit en tant que réalisateur, producteur, coscénariste ou producteur exécutif.

En septembre 2016, Johns déclare que le DCEU laissera désormais plus de place à l'humour et à l'optimisme plutôt qu'à des films sombres et réalistes. Jeff Bewkes, le PDG de Warner Bros., se dit confiant envers l'avenir de la franchise et promet des améliorations. En décembre 2016, Silverman est évincé de sa fonction de président et chef de la direction du contenu chez Warner Bros. au profit de Toby Emmerich. Il profite de son départ pour annoncer une date de sortie prévue pour 2018 à The Batman qui ne sera pas tenue à la suite du départ d'Affleck de son rôle de réalisateur, remplacé en février 2017 par Matt Reeves qui fait réécrire le script intégralement. En janvier 2017, il est annoncé que la production de Shazam! divisera sa direction narrative en deux films, l'un centré sur le super-héros éponyme (initialement nommé Captain Marvel), qui conservera sa date de sortie fixée en 2019, et le second dédié aux origines de son opposé maléfique, l'anti-héros Black Adam, avant un possible film réunissant les deux personnages.
En mai 2017, c'est au tour de Snyder de quitter la production de son film Justice League pour être auprès de sa famille à la suite du suicide de sa fille deux mois plus tôt. Joss Whedon lui succède pour terminer la postproduction ainsi que l'écriture et le tournage de scènes additionnelles, et est crédité comme scénariste pour son travail. Après le mécontentement des fans à la suite de la modification importante de son film, Snyder partagera sur la toile quelques idées de son script initial de Justice League plusieurs mois après la sortie du film,.

### Le retour aux films autonomes
Après le succès critique et commercial du film Wonder Woman de Patty Jenkins en juin 2017, Johns confirme une suite et déclare que l'avancement des films DC se concentrera désormais sur « le cœur, l'humour, l'espoir, l'héroïsme et l'optimisme des personnages ». Selon Diane Nelson, DC Films décide de désamorcer la nature partagée de ses longs-métrages pour favoriser l'indépendance créative de chaque réalisateur, ce qui se confirmera avec l'annonce de productions DC indépendantes et hors continuité avec l'univers partagé, comme Joker annoncé en août 2017 qui ne sera pas inclus dans la franchise.
À la suite des résultats décevants de Justice League au box-office pour son budget de 300 millions de dollars (ce qui en fait un des films les plus onéreux de l'histoire du cinéma) ainsi que la polémique que suscite le film autour de ses reshoots et la pétition des fans pour ressortir un montage du film plus fidèle à la version de Snyder, DC Films annonce en décembre 2017 qu'il est question de procéder à des changements dès le mois suivant pour aller de l'avant, et qu'une restructuration géographique est envisagée pour que la compagnie de production perde éventuellement son indépendance et soit rattachée à Warner Bros. Le même mois, Margot Robbie, interprète d'Harley Quinn, évoque ses responsabilités en tant que nouvelle productrice des futurs films sur son personnage et dénonce l'interventionnisme excessif des producteurs hollywoodiens sur le travail des cinéastes en déclarant que le DCEU devrait davantage soutenir la vision artistique de leurs réalisateurs.

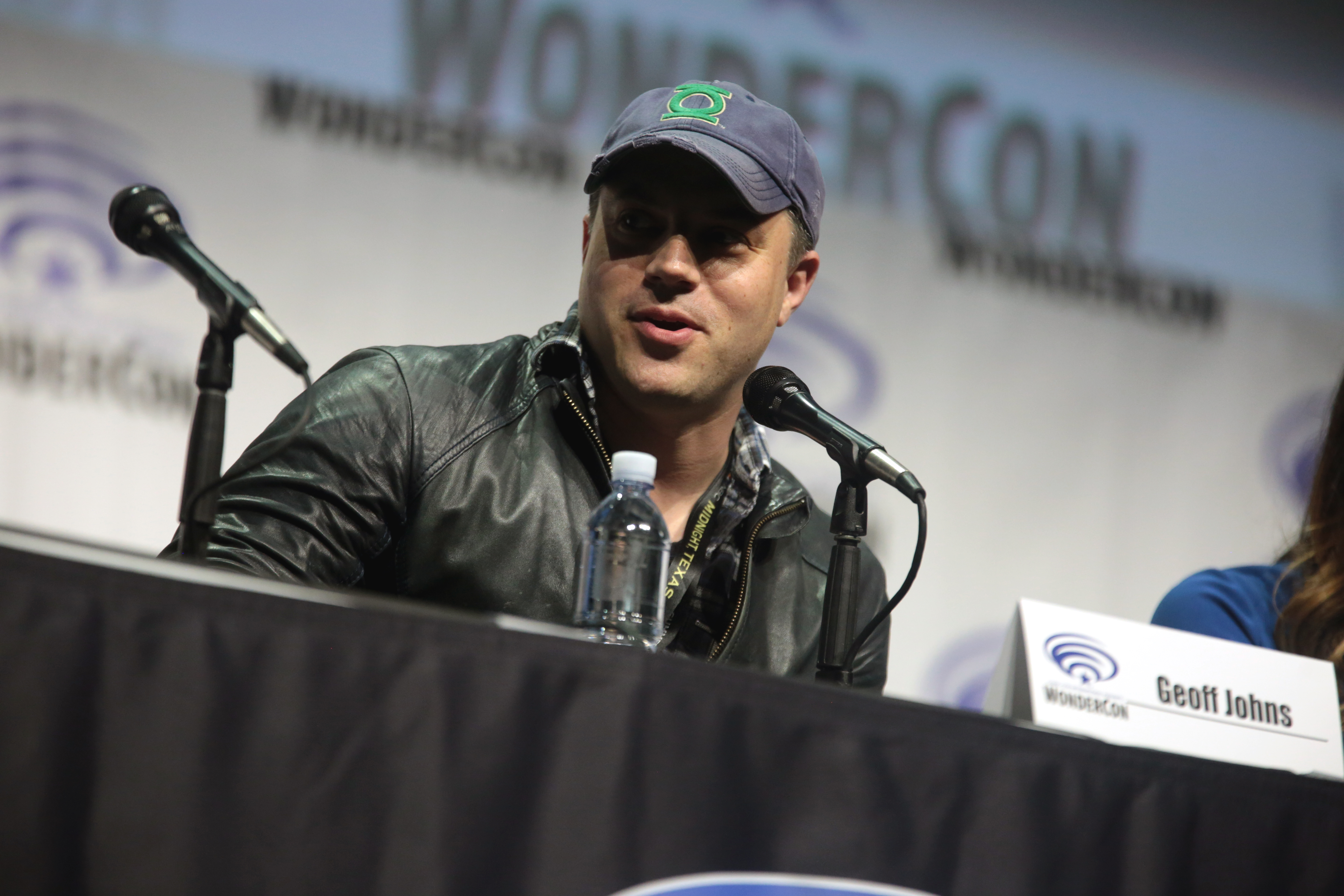
Geoff Johns, qui a occupé diverses fonctions au sein de DC Films et du DCEU depuis 2016.

Jon Berg quitte officiellement son poste en janvier 2018 et devient partenaire de production de Roy Lee,. Il est remplacé par Walter Hamada, nommé nouveau président de DC Films et cofondateur de l'univers cinématographique DC, qui souhaite alors réorienter le DCEU vers davantage de films « standalone » et moins de « transversaux » (cross-over) comme Justice League. En février 2018, Chantal Nong est embauchée en tant que vice-présidente du studio de cinéma, en plus de superviser la production de la franchise avec Hamada et Johns. En juin 2018, Johns démissionne de sa fonction de coresponsable de DC Films et de l'univers étendu, remplacé par Jim Lee. Il restera avec le studio en tant que coprésident, tout en démarrant son propre studio où il jouera un rôle plus important avec les médias cinématographiques en tant que producteur et scénariste. Sa société de production, Mad Ghost Productions, produira les futurs films de la franchise, ainsi que des comics et des médias télévisés. Le même mois, Nelson, déjà en congé depuis mars, quitte définitivement DC Entertainment et Warner Bros., remplacée en septembre 2018 par Pam Lifford.
À la suite du succès commercial d'Aquaman, de James Wan, qui obtient la mise en chantier d'une suite quelques jours avant sa sortie grâce à de très bonnes pré-ventes en décembre 2018,, Warner Bros. et DC Films confirment le mois suivant qu'il est bien question de désamorcer l'univers partagé pour mieux concentrer chaque nouveau film sur l'histoire individuelle d'un personnage.
En juillet 2020, il est annoncé que The Batman (2022) ne fait pas partie de l'univers cinématographique DC, comme un temps annoncé.

### Nouvel universDC Universe(depuis 2023)
Le 31 janvier 2023, James Gunn, devenu le nouveau patron de DC Studios avec Peter Safran, dévoile une partie du nouvel univers, DC Universe, au cinéma et en série. Le premier chapitre de ce nouvel univers s'intitulera Gods and Monsters. Ce nouvel univers commencera après le film The Flash qui devrait faire office de reboot pour l'univers DC commencé au cinéma avec Man of Steel en 2013 et qui se terminera avec le film Aquaman et le Royaume perdu en décembre 2023. Le début de ce nouvel univers commencera au cinéma en juillet 2025 avec un nouveau film centré sur Superman intitulé Superman: Legacy, réalisé par Gunn lui-même et prévu pour 2025. Gunn a affirmé qu'il y aurait une continuité partielle entre les deux univers, laissant incertain le statut de Shazam!: Fury of the Gods, Blue Beetle, Aquaman 2 au sein de DCEU.
Les nouveaux films annoncés sont Supergirl: Woman of Tommorow, Batman: The Brave and the Bold, Swamp Thing et The Authority.
Les nouvelles séries annoncées sont Waller (suite de la série Peacemaker), Creature Commandos (série animée écrite par Gunn), The Lanterns (série centré sur les Green Lantern, Hal Jordan et John Stewart), Paradise Lost (série centrée sur les Amazones avant la naissance de Wonder Woman) et Booster Gold (série centrée sur un héros du futur).

## Films
| Ordre de production | Titre français                                              | Titre original                                                       | Réalisation        | Scénario                                        | Histoire                                                                           | Production                                                                            | Date de sortie                    |
| ------------------- | ----------------------------------------------------------- | -------------------------------------------------------------------- | ------------------ | ----------------------------------------------- | ---------------------------------------------------------------------------------- | ------------------------------------------------------------------------------------- | --------------------------------- |
| 1                   | Man of Steel                                                | Man of Steel                                                         | Zack Snyder        | David S. Goyer                                  | David S. Goyer et Christopher Nolan                                                | Charles Roven, Christopher Nolan, Deborah Snyder et Emma Thomas                       | 14 juin 2013 19 juin 2013         |
| 2                   | Batman v Superman : L'Aube de la justice                    | Batman v Superman: Dawn of Justice                                   | Zack Snyder        | Chris Terrio et David S. Goyer                  | Chris Terrio et David S. Goyer                                                     | Charles Roven et Deborah Snyder                                                       | 25 mars 2016 23 mars 2016         |
| 3                   | Suicide Squad                                               | Suicide Squad                                                        | David Ayer         | David Ayer                                      | David Ayer                                                                         | Charles Roven et Richard Suckle                                                       | 5 août 2016 3 août 2016           |
| 4                   | Wonder Woman                                                | Wonder Woman                                                         | Patty Jenkins      | Allan Heinberg                                  | Zack Snyder, Allan Heinberg et Jason Fuchs                                         | Charles Roven, Deborah Snyder, Zack Snyder et Richard Suckle                          | 2 juin 2017 7 juin 2017           |
| 5                   | Justice League                                              | Justice League                                                       | Zack Snyder        | Chris Terrio et Joss Whedon                     | Chris Terrio et Zack Snyder                                                        | Charles Roven, Deborah Snyder, Jon Berg et Geoff Johns                                | 17 novembre 2017 15 novembre 2017 |
| 6                   | Aquaman                                                     | Aquaman                                                              | James Wan          | David Leslie Johnson-McGoldrick et Will Beall   | Geoff Johns, James Wan et Will Beall                                               | Peter Safran et Rob Cowan                                                             | 21 décembre 2018 19 décembre 2018 |
| 7                   | Shazam!                                                     | Shazam!                                                              | David F. Sandberg  | Henry Gayden                                    | Henry Gayden et Darren Lemke                                                       | Peter Safran                                                                          | 5 avril 2019 3 avril 2019         |
| 8                   | Birds of Prey (et la fantabuleuse histoire de Harley Quinn) | Birds of Prey (and the Fantabulous Emancipation of One Harley Quinn) | Cathy Yan          | Christina Hodson                                | Christina Hodson                                                                   | Margot Robbie, Bryan Unkeless et Sue Kroll                                            | 7 février 2020 5 février 2020     |
| 9                   | Wonder Woman 1984                                           | Wonder Woman 1984                                                    | Patty Jenkins      | Patty Jenkins, Geoff Johns et David Callaham    | Patty Jenkins et Geoff Johns                                                       | Charles Roven, Deborah Snyder, Zack Snyder, Patty Jenkins, Gal Gadot et Stephen Jones | 25 décembre 2020 31 mars 2021     |
| 5 bis               | Zack Snyder's Justice League                                | Zack Snyder's Justice League                                         | Zack Snyder        | Chris Terrio                                    | Chris Terrio, Zack Snyder et Will Beall                                            | Charles Roven et Deborah Snyder                                                       | 18 mars 2021                      |
| 10                  | The Suicide Squad                                           | The Suicide Squad                                                    | James Gunn         | James Gunn                                      | James Gunn                                                                         | Charles Roven et Peter Safran                                                         | 5 août 2021 28 juillet 2021       |
| 11                  | Black Adam                                                  | Black Adam                                                           | Jaume Collet-Serra | Adam Sztykiel, Rory Haines et Sohrab Noshirvani | Adam Sztykiel, Rory Haines et Sohrab Noshirvani                                    | Peter Safran                                                                          | 21 octobre 2022 19 octobre 2022   |
| 12                  | Shazam! La Rage des Dieux                                   | Shazam! Fury of the Gods                                             | David F. Sandberg  | Henry Gayden et Chris Morgan                    | Henry Gayden et Chris Morgan                                                       | Geoff Johns et Peter Safran                                                           | 17 mars 2023 29 mars 2023         |
| 13                  | The Flash                                                   | The Flash                                                            | Andy Muschietti    | Christina Hodson                                | Christina Hodson                                                                   | Michael Disco et Barbara Muschietti                                                   | 16 juin 2023 14 juin 2023         |
| 14                  | Blue Beetle                                                 | Blue Beetle                                                          | Angel Manuel Soto  | Gareth Dunnet-Alcocer                           | Gareth Dunnet-Alcocer                                                              | Zev Foreman et John Rickard                                                           | 18 août 2023 16 août 2023         |
| 15                  | Aquaman et le Royaume perdu                                 | Aquaman and the Lost Kingdom                                         | James Wan          | David Leslie Johnson-McGoldrick                 | James Wan et David Leslie Johnson-McGoldrick et Jason Momoa et Thomas Pa'a Sibbett | James Wan et Peter Safran et Rob Cowan                                                | 22 décembre 2023 20 décembre 2023 |

## Liste des séries télévisées
| Titre français | Titre original | Saisons | Création   | Partenaires de production                                                | Chaine d'origine | Date de sortie                   |
| -------------- | -------------- | ------- | ---------- | ------------------------------------------------------------------------ | ---------------- | -------------------------------- |
| Peacemaker     | Peacemaker     | 1       | James Gunn | Warner Bros. Television, The Safran Company et Troll Court Entertainment | HBO Max          | 13 janvier 2022 30 décembre 2022 |

## Fiche technique
|                                | Films                                           | Films                                     | Films                 | Films                         | Films                        | Films                                      | Films                   | Films                                                                | Films                                 | Films                                       | Films                           | Films                                       | Films                     | Films                              | Films                           |  |  |
| Man of Steel (2013)            | Batman v Superman : L'Aube de la justice (2016) | Suicide Squad (2016)                      | Wonder Woman (2017)   | Justice League (2017)         | Aquaman (2018)               | Shazam! (2019)                             | Birds of Prey (2020)    | Wonder Woman 1984 (2020)                                             | Zack Snyder's Justice League (2021)   | The Suicide Squad (2021)                    | Black Adam (2022)               | Shazam! La Rage des Dieux (2023)            | The Flash (2023)          | Aquaman et le Royaume perdu (2023) |                                 |  |  |
| ------------------------------ | ----------------------------------------------- | ----------------------------------------- | --------------------- | ----------------------------- | ---------------------------- | ------------------------------------------ | ----------------------- | -------------------------------------------------------------------- | ------------------------------------- | ------------------------------------------- | ------------------------------- | ------------------------------------------- | ------------------------- | ---------------------------------- | ------------------------------- |  |  |
| Titre québécois (si différent) | L'Homme d'acier                                 | Batman vs Superman : L'Aube de la justice | L'Escadron suicide    |                               | La Ligue des Justiciers      |                                            |                         |                                                                      |                                       |                                             | L'Escadron suicide : La Mission |                                             |                           |                                    |                                 |  |  |
| Réalisation                    | Zack Snyder                                     | Zack Snyder                               | David Ayer            | Patty Jenkins                 | Zack Snyder                  | James Wan                                  | David F. Sandberg       | Cathy Yan                                                            | Patty Jenkins                         | Zack Snyder                                 | James Gunn                      | Jaume Collet-Serra                          | David F. Sandberg         | Andy Muschietti                    | James Wan                       |  |  |
| Scénario                       | David S. Goyer                                  | David S. Goyer                            | David Ayer            | Allan Heinberg                | Joss Whedon Chris Terrio     | David Leslie Johnson-McGoldrick Will Beall | Henry Gayden            | Christina Hodson                                                     | Patty Jenkins                         | Chris Terrio                                | James Gunn                      | Adam Sztykiel Rory Haines Sohrab Noshirvani | Henry Gayden Chris Morgan | Christina Hodson                   | David Leslie Johnson-McGoldrick |  |  |
| Scénario                       |                                                 | Chris Terrio                              |                       |                               |                              |                                            |                         |                                                                      | Geoff Johns David Callaham            |                                             |                                 |                                             |                           |                                    |                                 |  |  |
| Photographie                   | Amir Mokri                                      | Larry Fong                                | Roman Vasyanov        | Matthew Jensen                | Fabien Wagner Simon Firsht   | Don Burgess                                | Maxime Alexandre        | Matthew Libatique                                                    | Matthew Jensen                        | Fabian Wagner                               | Henry Braham                    | Lawrence Sher                               | Gyula Pados               | Henry Braham                       |                                 |  |  |
| Montage                        | David Brenner                                   | David Brenner                             | John Gilroy           | Martin Walsh                  | Martin Walsh                 | Kirk M. Morri                              | Michel Aller            | Jay Cassidy Evan Schiff                                              | Richard Pearson                       | David Brenner Dody Dorn Carlos M. Castillón | Fred Raskin                     | John Lee Michael L. Sale                    | Michel Aller              | Jason Ballantine et Paul Machliss  |                                 |  |  |
| Montage                        |                                                 |                                           |                       | David Brenner Richard Pearson |                              |                                            |                         |                                                                      |                                       |                                             |                                 |                                             |                           |                                    |                                 |  |  |
| Production                     | Charles Roven                                   | Charles Roven                             | Charles Roven         | Charles Roven                 | Charles Roven                |                                            |                         |                                                                      | Charles Roven                         | Charles Roven                               | Charles Roven                   |                                             |                           |                                    |                                 |  |  |
| Production                     | Deborah Snyder                                  | Deborah Snyder                            |                       | Deborah Snyder                | Deborah Snyder               |                                            |                         |                                                                      | Deborah Snyder                        | Deborah Snyder                              |                                 |                                             |                           |                                    |                                 |  |  |
| Production                     |                                                 | Richard Suckle                            |                       |                               |                              |                                            |                         |                                                                      |                                       |                                             |                                 |                                             |                           |                                    |                                 |  |  |
| Production                     |                                                 |                                           |                       | Zack Snyder                   |                              |                                            |                         |                                                                      | Zack Snyder                           |                                             |                                 |                                             |                           |                                    |                                 |  |  |
| Production                     |                                                 |                                           |                       |                               |                              | Peter Safran                               | Peter Safran            |                                                                      |                                       |                                             | Peter Safran                    | Peter Safran                                | Peter Safran              |                                    | Peter Safran                    |  |  |
| Production                     | Christopher Nolan Emma Thomas                   |                                           |                       |                               | Jon Berg Geoff Johns         | Rob Cowan                                  |                         | Margot Robbie Bryan Unkeless Sue Kroll                               | Patty Jenkins Gal Gadot Stephen Jones |                                             |                                 | Beau Flynn Dany Garcia Hiram Garcia         |                           | Michael Disco Barbara Muschietti   | James Wan                       |  |  |
| Sociétés de production         | DC Entertainment                                | DC Entertainment                          | DC Films              | DC Films                      | DC Films                     | DC Films                                   | DC Films                | DC Films                                                             | DC Films                              | DC Films                                    | DC Films                        | DC Films                                    | DC Films                  | DC Films                           | DC Films                        |  |  |
| Sociétés de production         | Legendary Pictures Syncopy Films                | Cruel and Unusual Films, Inc              |                       | Cruel and Unusual Films, Inc  | Cruel and Unusual Films, Inc | Cruel and Unusual Films, Inc               |                         |                                                                      | The Stone Quarry                      | The Stone Quarry                            |                                 |                                             |                           |                                    |                                 |  |  |
| Sociétés de production         |                                                 | RatPac Entertainment                      | RatPac Entertainment  | RatPac Entertainment          | RatPac Entertainment         | Mad Ghost Productions                      | Mad Ghost Productions   |                                                                      |                                       |                                             |                                 |                                             | Mad Ghost Productions     |                                    |                                 |  |  |
| Sociétés de production         |                                                 | Atlas Entertainment                       | Atlas Entertainment   | Atlas Entertainment           | Atlas Entertainment          |                                            |                         |                                                                      | Atlas Entertainment                   | Atlas Entertainment                         | Atlas Entertainment             |                                             |                           |                                    |                                 |  |  |
| Sociétés de production         |                                                 |                                           |                       |                               |                              | The Safran Company                         | The Safran Company      |                                                                      |                                       |                                             | The Safran Company              | The Safran Company                          |                           |                                    | The Safran Company              |  |  |
| Sociétés de production         |                                                 |                                           |                       |                               |                              |                                            | Seven Bucks Productions |                                                                      |                                       |                                             | Seven Bucks Productions         |                                             |                           |                                    |                                 |  |  |
| Sociétés de production         |                                                 |                                           |                       |                               |                              |                                            |                         |                                                                      |                                       |                                             | New Line Cinema                 |                                             |                           |                                    |                                 |  |  |
| Sociétés de production         |                                                 |                                           |                       |                               |                              |                                            |                         | LuckyChap Entertainment Kroll & Co. Entertainment Clubhouse Pictures |                                       | HBO Max                                     | Troll Court Entertainment       | FlynnPictureCo.                             |                           | The Disco Factory Double Dream     | Atomic Monster Productions      |  |  |
| Distribution                   | Warner Bros. Pictures                           | Warner Bros. Pictures                     | Warner Bros. Pictures | Warner Bros. Pictures         | Warner Bros. Pictures        | Warner Bros. Pictures                      | Warner Bros. Pictures   | Warner Bros. Pictures                                                | Warner Bros. Pictures                 | Warner Bros. Pictures                       | Warner Bros. Pictures           | Warner Bros. Pictures                       | Warner Bros. Pictures     | Warner Bros. Pictures              | Warner Bros. Pictures           |  |  |
| Distribution                   |                                                 |                                           |                       |                               |                              |                                            |                         |                                                                      | HBO Max                               |                                             |                                 |                                             |                           |                                    |                                 |  |  |
| Budget                         | 225 000 000 $                                   | 250 000 000 $                             | 175 000 000 $         | 120 000 000 $                 | 300 000 000 $                | 160 000 000 $                              | 80 000 000 $            | 82 000 000 $                                                         | 200 000 000 $                         | 70 000 000 $                                | 185 000 000 $                   | 185 000 000 $                               |                           |                                    |                                 |  |  |
| Durée                          | 143 minutes                                     | 151 minutes                               | 123 minutes           | 141 minutes                   | 120 minutes                  | 144 minutes                                | 132 minutes             | 109 minutes                                                          | 151 minutes                           | 242 minutes                                 | 132 minutes                     | 124 minutes                                 |                           |                                    |                                 |  |  |
| Compositeurs                   | Hans Zimmer                                     | Hans Zimmer                               | Steven Price          | Rupert Gregson-Williams       | Danny Elfman                 | Rupert Gregson-Williams                    | Benjamin Wallfisch      | Daniel Pemberton                                                     | Hans Zimmer                           |                                             | John Murphy                     | Lorne Balfe                                 | Christophe Beck           | Benjamin Wallfisch                 | Rupert Gregson-Williams         |  |  |
| Compositeurs                   |                                                 | Junkie XL                                 |                       |                               |                              |                                            |                         |                                                                      |                                       | Junkie XL                                   |                                 |                                             |                           |                                    |                                 |  |  |
| Dates de sortie États-Unis     | 14 juin 2013                                    | 25 mars 2016                              | 5 août 2016           | 2 juin 2017                   | 17 novembre 2017             | 21 décembre 2018                           | 5 avril 2019            | 7 février 2020                                                       | 25 décembre 2020                      | 18 mars 2021(vidéo à la demande)            | 6 août 2021                     | 21 octobre 2022                             | 17 mars 2023              | 23 juin 2023                       | 25 décembre 2023                |  |  |
| Dates de sortie France         | 19 juin 2013                                    | 23 mars 2016                              | 3 août 2016           | 7 juin 2017                   | 15 novembre 2017             | 19 décembre 2018                           | 3 avril 2019            | 5 février 2020                                                       | 31 mars 2021 (vidéo à la demande)     | 18 mars 2021(vidéo à la demande)            | 28 juillet 2021                 | 19 octobre 2022                             | 29 mars 2023              | 21 juin 2023                       | 20 décembre 2023                |  |  |

## Distribution

### Longs métrages
| Personnages                         | Films               | Films                                           | Films                | Films               | Films                                       | Films                 | Films             | Films                   | Films                    | Films                                       | Films                                                         | Films              | Films                            | Films | Films              | Films                              |
| Personnages                         | Man of Steel (2013) | Batman v Superman : L'Aube de la justice (2016) | Suicide Squad (2016) | Wonder Woman (2017) | Justice League (2017)                       | Aquaman (2018)        | Shazam! (2019)    | Birds of Prey (2020)    | Wonder Woman 1984 (2020) | Zack Snyder's Justice League (2021)         | The Suicide Squad (2021)                                      | Black Adam (2022)  | Shazam! La rage des Dieux (2023) | The Flash (2023) | Blue Beetle (2023) | Aquaman et le Royaume perdu (2023) |
| ----------------------------------- | ------------------- | ----------------------------------------------- | -------------------- | ------------------- | ------------------------------------------- | --------------------- | ----------------- | ----------------------- | ------------------------ | ------------------------------------------- | ------------------------------------------------------------- | ------------------ | -------------------------------- | --- | ------------------ | ---------------------------------- |
| Kal-El / Clark Kent / Superman      | Henry Cavill        | Henry Cavill                                    |                      |                     | Henry Cavill                                |                       | Ryan Hadley C.    |                         |                          | Henry Cavill                                | E.                                                            | Henry Cavill C.    |                                  | Nicolas Cage (univers alternatif) C. / Christopher Reeve (univers alternatif) C. / George Reeves (univers alternatif) C.       |                    |                                    |
| Lois Lane                           | Amy Adams           | Amy Adams                                       |                      |                     | Amy Adams                                   |                       |                   |                         |                          | Amy Adams                                   |                                                               |                    |                                  | |                    |                                    |
| Martha Kent                         | Diane Lane          | Diane Lane                                      |                      |                     | Diane Lane                                  |                       |                   |                         |                          | Diane Lane                                  |                                                               |                    |                                  | |                    |                                    |
| Perry White                         | Laurence Fishburne  | Laurence Fishburne                              |                      |                     |                                             |                       |                   |                         |                          |                                             |                                                               |                    |                                  | |                    |                                    |
| Général Swanwick / J'onn J'onzz     | Harry Lennix        | Harry Lennix                                    |                      |                     |                                             |                       |                   |                         |                          | Harry Lennix                                |                                                               |                    |                                  | |                    |                                    |
| Général Zod                         | Michael Shannon     | Michael Shannon                                 |                      |                     |                                             |                       |                   |                         |                          |                                             |                                                               |                    |                                  | Michael Shannon |                    |                                    |
| Jonathan Kent                       | Kevin Costner       | Kevin Costner                                   |                      |                     | Kevin Costner P.                            |                       |                   |                         |                          | Kevin Costner P. et V.                      |                                                               |                    |                                  | |                    |                                    |
| Jor-El                              | Russell Crowe       |                                                 |                      |                     |                                             |                       |                   |                         |                          | Russell Crowe V.                            |                                                               |                    |                                  | |                    |                                    |
| Bruce Wayne / Batman                |                     | Ben Affleck                                     | Ben Affleck          | E.                  | Ben Affleck                                 |                       |                   | E.                      |                          | Ben Affleck                                 |                                                               |                    |                                  | Ben Affleck / Michael Keaton (univers alternatif) / Adam West (univers alternatif) C. / George Clooney (univers alternatif) C. |                    |                                    |
| Diana Prince / Wonder Woman         |                     | Gal Gadot                                       |                      | Gal Gadot           | Gal Gadot                                   |                       |                   |                         | Gal Gadot                | Gal Gadot                                   |                                                               |                    | Gal Gadot                        | Gal Gadot |                    |                                    |
| Alfred Pennyworth                   |                     | Jeremy Irons                                    |                      |                     | Jeremy Irons                                |                       |                   |                         |                          | Jeremy Irons                                |                                                               |                    |                                  | Jeremy Irons |                    |                                    |
| Lex Luthor                          |                     | Jesse Eisenberg                                 |                      |                     | Jesse Eisenberg G.                          |                       |                   |                         |                          | Jesse Eisenberg                             |                                                               |                    |                                  | |                    |                                    |
| Arthur Curry / Aquaman              |                     | Jason Momoa C.                                  |                      |                     | Jason Momoa                                 | Jason Momoa           |                   |                         |                          | Jason Momoa                                 |                                                               |                    |                                  | Jason Momoa G. |                    | Jason Momoa                        |
| Barry Allen / Flash                 |                     | Ezra Miller                                     | Ezra Miller          |                     | Ezra Miller                                 |                       |                   |                         |                          | Ezra Miller                                 |                                                               |                    |                                  | Ezra Miller |                    |                                    |
| Victor Stone / Cyborg               |                     | Ray Fisher C.                                   |                      |                     | Ray Fisher                                  |                       |                   |                         |                          | Ray Fisher                                  |                                                               |                    |                                  | |                    |                                    |
| Dr Silas Stone                      |                     | Joe Morton C.                                   |                      |                     | Joe Morton                                  |                       |                   |                         |                          | Joe Morton                                  |                                                               |                    |                                  | |                    |                                    |
| Steve Trevor                        |                     | Chris Pine P.                                   |                      | Chris Pine          |                                             |                       |                   |                         | Chris Pine               |                                             |                                                               |                    |                                  | |                    |                                    |
| Floyd Lawton / Deadshot             |                     |                                                 | Will Smith           |                     |                                             |                       |                   |                         |                          |                                             |                                                               |                    |                                  | |                    |                                    |
| Dr Harleen Quinzel / Harley Quinn   |                     |                                                 | Margot Robbie        |                     |                                             |                       |                   | Margot Robbie           |                          | E.                                          | Margot Robbie                                                 |                    |                                  | |                    |                                    |
| Colonel Rick Flag                   |                     |                                                 | Joel Kinnaman        |                     |                                             |                       |                   |                         |                          |                                             | Joel Kinnaman                                                 |                    |                                  | |                    |                                    |
| Digger Harkness / Captain Boomerang |                     |                                                 | Jai Courtney         |                     |                                             |                       |                   |                         |                          |                                             | Jai Courtney                                                  |                    |                                  | |                    |                                    |
| Le Joker                            |                     |                                                 | Jared Leto           |                     |                                             |                       |                   | Johnny Goth             |                          | Jared Leto                                  |                                                               |                    |                                  | |                    |                                    |
| Amanda Waller                       |                     |                                                 | Viola Davis          |                     |                                             |                       |                   |                         |                          |                                             | Viola Davis                                                   | Viola Davis        |                                  | |                    |                                    |
| Reine Hippolyte                     |                     |                                                 |                      | Connie Nielsen      | Connie Nielsen                              |                       |                   |                         | Connie Nielsen           | Connie Nielsen                              |                                                               |                    |                                  | |                    |                                    |
| Générale Antiope                    |                     |                                                 |                      | Robin Wright        | Robin Wright C.                             |                       |                   |                         | Robin Wright             | Robin Wright C.                             |                                                               |                    |                                  | |                    |                                    |
| Sir Patrick Morgan / Arès           |                     |                                                 |                      | David Thewlis       | David Thewlis C.                            |                       |                   |                         |                          | David Thewlis C.                            |                                                               |                    |                                  | |                    |                                    |
| Commissaire James Gordon            |                     |                                                 |                      |                     | J. K. Simmons                               |                       |                   |                         |                          | J. K. Simmons                               |                                                               |                    |                                  | |                    |                                    |
| Henry Allen                         |                     |                                                 |                      |                     | Billy Crudup                                |                       |                   |                         |                          | Billy Crudup                                |                                                               |                    |                                  | Ron Livingston |                    |                                    |
| Steppenwolf                         |                     |                                                 |                      |                     | Ciarán Hinds (voix et capture de mouvement) |                       |                   |                         |                          | Ciarán Hinds (voix et capture de mouvement) |                                                               |                    |                                  | |                    |                                    |
| Mera                                |                     |                                                 |                      |                     | Amber Heard                                 | Amber Heard           |                   |                         |                          | Amber Heard                                 |                                                               |                    |                                  | |                    | Amber Heard                        |
| Nuidis Vulko                        |                     |                                                 |                      |                     |                                             | Willem Dafoe          |                   |                         |                          | Willem Dafoe                                |                                                               |                    |                                  | |                    |                                    |
| Orm / Ocean Master                  |                     |                                                 |                      |                     |                                             | Patrick Wilson        |                   |                         |                          |                                             |                                                               |                    |                                  | |                    | Patrick Wilson                     |
| Le Roi Nérée                        |                     |                                                 |                      |                     |                                             | Dolph Lundgren        |                   |                         |                          |                                             |                                                               |                    |                                  | |                    | Dolph Lundgren                     |
| David Kane / Black Manta            |                     |                                                 |                      |                     |                                             | Yahya Abdul-Mateen II |                   |                         |                          |                                             |                                                               |                    |                                  | |                    | Yahya Abdul-Mateen II              |
| Reine Atlanna                       |                     |                                                 |                      |                     |                                             | Nicole Kidman         |                   |                         |                          |                                             |                                                               |                    |                                  | |                    | Nicole Kidman                      |
| Thomas « Tom » Curry                |                     |                                                 |                      |                     |                                             | Temuera Morrison      |                   |                         |                          |                                             |                                                               |                    |                                  | |                    | Temuera Morrison                   |
| Shazam                              |                     |                                                 |                      |                     |                                             |                       | Zachary Levi      |                         |                          |                                             |                                                               |                    | Zachary Levi                     | |                    |                                    |
| William « Billy » Batson            |                     |                                                 |                      |                     |                                             |                       | Asher Angel       |                         |                          |                                             |                                                               |                    | Asher Angel                      | |                    |                                    |
| Frederick « Freddy » Freeman        |                     |                                                 |                      |                     |                                             |                       | Jack Dylan Grazer |                         |                          |                                             |                                                               |                    | Jack Dylan Grazer                | |                    |                                    |
| Dr Thaddeus Bodog Sivana            |                     |                                                 |                      |                     |                                             |                       | Mark Strong       |                         |                          |                                             |                                                               |                    | Mark Strong G.                   | |                    |                                    |
| Le Sorcier Shazam                   |                     |                                                 |                      |                     |                                             |                       | Djimon Hounsou    |                         |                          |                                             |                                                               | Djimon Hounsou     | Djimon Hounsou                   | |                    |                                    |
| Helena Bertinelli / Huntress        |                     |                                                 |                      |                     |                                             |                       |                   | Mary Elizabeth Winstead |                          |                                             |                                                               |                    |                                  | |                    |                                    |
| Dinah Lance / Black Canary          |                     |                                                 |                      |                     |                                             |                       |                   | Jurnee Smollett-Bell    |                          |                                             |                                                               |                    |                                  | |                    |                                    |
| Renee Montoya                       |                     |                                                 |                      |                     |                                             |                       |                   | Rosie Perez             |                          |                                             |                                                               |                    |                                  | |                    |                                    |
| Victor Zsasz                        |                     |                                                 |                      |                     |                                             |                       |                   | Chris Messina           |                          |                                             |                                                               |                    |                                  | |                    |                                    |
| Cassandra Cain                      |                     |                                                 |                      |                     |                                             |                       |                   | Ella Jay Basco          |                          |                                             |                                                               |                    |                                  | |                    |                                    |
| Roman Sionis / Black Mask           |                     |                                                 |                      |                     |                                             |                       |                   | Ewan McGregor           |                          |                                             |                                                               |                    |                                  | |                    |                                    |
| Maxwell « Max » Lord                |                     |                                                 |                      |                     |                                             |                       |                   |                         | Pedro Pascal             |                                             |                                                               |                    |                                  | |                    |                                    |
| Dr Barbara Ann Minerva / Cheetah    |                     |                                                 |                      |                     |                                             |                       |                   |                         | Kristen Wiig             |                                             |                                                               |                    |                                  | |                    |                                    |
| Iris West                           |                     |                                                 |                      |                     |                                             |                       |                   |                         |                          | Kiersey Clemons                             |                                                               |                    |                                  | Kiersey Clemons |                    |                                    |
| Robert DuBois / Bloodsport          |                     |                                                 |                      |                     |                                             |                       |                   |                         |                          |                                             | Idris Elba                                                    |                    |                                  | |                    |                                    |
| Christopher Smith / Peacemaker      |                     |                                                 |                      |                     |                                             |                       |                   |                         |                          |                                             | John Cena                                                     |                    |                                  | |                    |                                    |
| Cleo Cazo / Ratcatcher II           |                     |                                                 |                      |                     |                                             |                       |                   |                         |                          |                                             | Daniela Melchior                                              |                    |                                  | |                    |                                    |
| Nanaue / King Shark                 |                     |                                                 |                      |                     |                                             |                       |                   |                         |                          |                                             | Steve Agee (capture de mouvement) / Sylvester Stallone (voix) |                    |                                  | |                    |                                    |
| Polka-Dot Man                       |                     |                                                 |                      |                     |                                             |                       |                   |                         |                          |                                             | David Dastmalchian                                            |                    |                                  | |                    |                                    |
| Gaius Grieves / le Penseur          |                     |                                                 |                      |                     |                                             |                       |                   |                         |                          |                                             | Peter Capaldi                                                 |                    |                                  | |                    |                                    |
| Teth-Adam / Black Adam              |                     |                                                 |                      |                     |                                             |                       |                   |                         |                          |                                             |                                                               | Dwayne Johnson     |                                  | |                    |                                    |
| Carter Hall / Hawkman               |                     |                                                 |                      |                     |                                             |                       |                   |                         |                          |                                             |                                                               | Aldis Hodge        |                                  | |                    |                                    |
| Kent Nelson / Doctor Fate           |                     |                                                 |                      |                     |                                             |                       |                   |                         |                          |                                             |                                                               | Pierce Brosnan     |                                  | |                    |                                    |
| Adrianna Tomaz                      |                     |                                                 |                      |                     |                                             |                       |                   |                         |                          |                                             |                                                               | Sarah Shahi        |                                  | |                    |                                    |
| Maxine Hunkel / Cyclone             |                     |                                                 |                      |                     |                                             |                       |                   |                         |                          |                                             |                                                               | Quintessa Swindell |                                  | |                    |                                    |
| Al Rothstein / Atom Smasher         |                     |                                                 |                      |                     |                                             |                       |                   |                         |                          |                                             |                                                               | Noah Centineo      |                                  | |                    |                                    |
| Ishmael Gregor / Sabbac             |                     |                                                 |                      |                     |                                             |                       |                   |                         |                          |                                             |                                                               | Marwan Kenzari     |                                  | |                    |                                    |
| Anthea                              |                     |                                                 |                      |                     |                                             |                       |                   |                         |                          |                                             |                                                               |                    | Rachel Zegler                    | |                    |                                    |
| Hespera                             |                     |                                                 |                      |                     |                                             |                       |                   |                         |                          |                                             |                                                               |                    | Helen Mirren                     | |                    |                                    |
| Kalypso                             |                     |                                                 |                      |                     |                                             |                       |                   |                         |                          |                                             |                                                               |                    | Lucy Liu                         | |                    |                                    |
| Supergirl                           |                     |                                                 |                      |                     |                                             |                       |                   |                         |                          |                                             |                                                               |                    |                                  | Sasha Calle Helen Slater (univers alternatif) C.                                                                               |                    |                                    |
| Nora Allen                          |                     |                                                 |                      |                     |                                             |                       |                   |                         |                          |                                             |                                                               |                    |                                  | Maribel Verdú |                    |                                    |
| Jaime Reyes / Blue Beetle           |                     |                                                 |                      |                     |                                             |                       |                   |                         |                          |                                             |                                                               |                    |                                  | | Xolo Maridueña     |                                    |
| Jenny Kord                          |                     |                                                 |                      |                     |                                             |                       |                   |                         |                          |                                             |                                                               |                    |                                  | | Bruna Marquezine   |                                    |
| Milagros Reyes                      |                     |                                                 |                      |                     |                                             |                       |                   |                         |                          |                                             |                                                               |                    |                                  | | Belissa Escobedo   |                                    |
| Rudy                                |                     |                                                 |                      |                     |                                             |                       |                   |                         |                          |                                             |                                                               |                    |                                  | | George Lopez       |                                    |
| Nana                                |                     |                                                 |                      |                     |                                             |                       |                   |                         |                          |                                             |                                                               |                    |                                  | | Adriana Barraza    |                                    |
| Rocio                               |                     |                                                 |                      |                     |                                             |                       |                   |                         |                          |                                             |                                                               |                    |                                  | | Elpidia Carrillo   |                                    |
| Carapax                             |                     |                                                 |                      |                     |                                             |                       |                   |                         |                          |                                             |                                                               |                    |                                  | | Raoul Trujillo     |                                    |
| Victoria Kord                       |                     |                                                 |                      |                     |                                             |                       |                   |                         |                          |                                             |                                                               |                    |                                  | | Susan Sarandon     |                                    |
| Kahji-Da                            |                     |                                                 |                      |                     |                                             |                       |                   |                         |                          |                                             |                                                               |                    |                                  | | Becky G (voix)     |                                    |
| Dr Sanchez                          |                     |                                                 |                      |                     |                                             |                       |                   |                         |                          |                                             |                                                               |                    |                                  | | Harvey Guillén     |                                    |